# Anna Bryłka

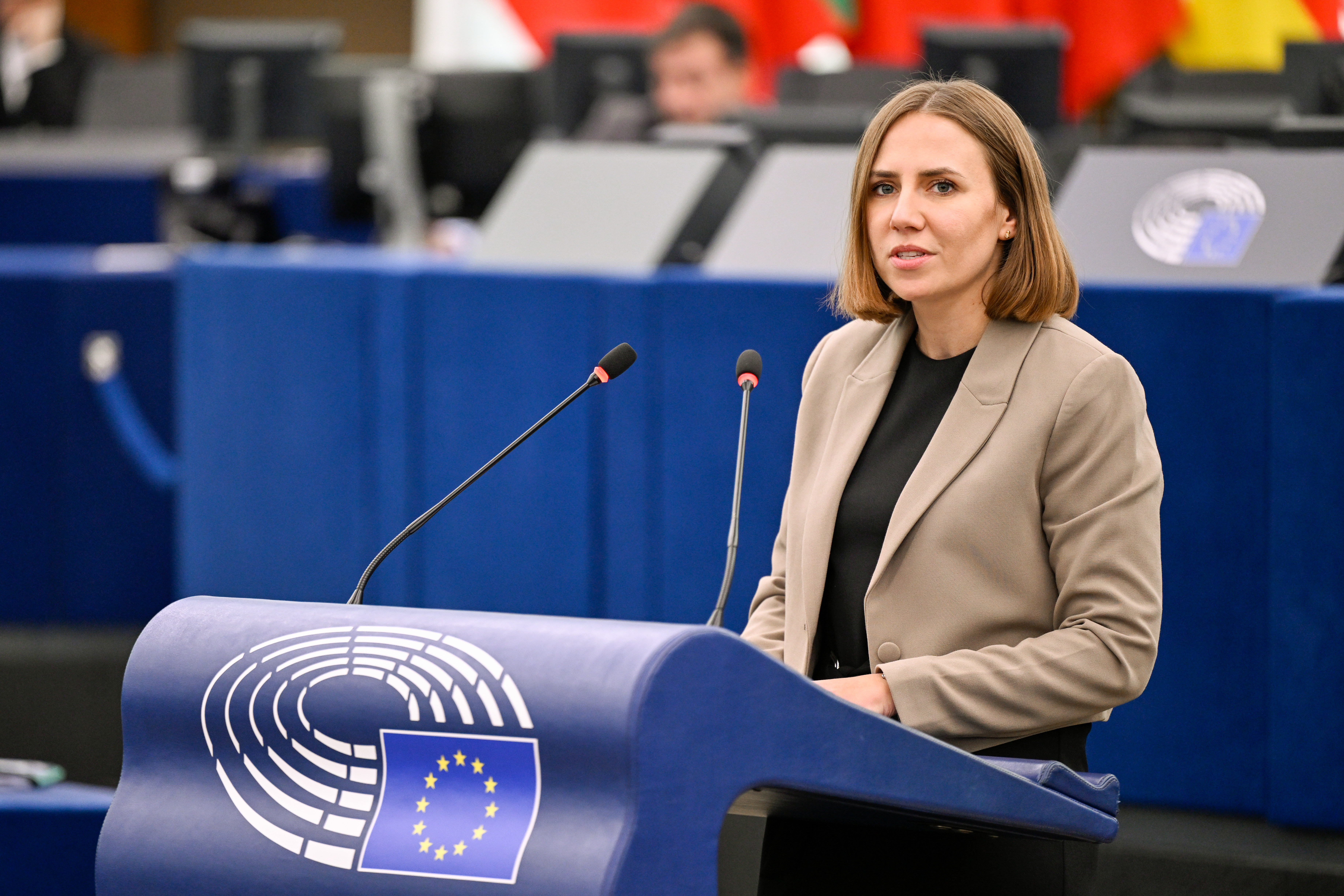
Anna Bryłka podczas debaty w Parlamencie Europejskim (2024)

Anna Mirosława Bryłka (ur. 1 września 1990 w Kole) – polska polityczka i prawniczka, z wykształcenia historyczka, posłanka do Parlamentu Europejskiego X kadencji (od 2024).

## Życiorys
Jest absolwentką prawa i historii na Uniwersytecie im. Adama Mickiewicza w Poznaniu oraz stosunków międzynarodowych na Uniwersytecie Warszawskim, gdzie w 2016 roku obroniła pracę magisterską pt. Potencjalne rynki eksportowe polskich artykułów rolno-spożywczych. Ukończyła również studia podyplomowe na kierunku handel zagraniczny w Szkole Głównej Handlowej w Warszawie.
W 2018 bez powodzenia kandydowała do Sejmiku Województwa Wielkopolskiego, a w 2019 w wyborach do Parlamentu Europejskiego. W wyborach parlamentarnych w 2019 i 2023 roku otwierała listę Konfederacji w okręgu konińskim.
Pełni funkcję wiceprezesa Ruchu Narodowego. Wcześniej pełniła także funkcję sekretarza tej partii. Do grudnia 2023 była również rzeczniczką prasową Konfederacji. Jest autorką programu Konfederacji i Ruchu Narodowego w zakresie rolnictwa i Unii Europejskiej.
W 2024 ponownie kandydowała w wyborach do Parlamentu Europejskiego, uzyskując 111 420 głosów (drugi wynik spośród kandydatów Konfederacji, a także czwarty wynik w okręgu) i mandat europosłanki. W Parlamencie Europejskim zasiadła w Komisji Handlu Międzynarodowego. 1 października 2024 dołączyła do frakcji Patrioci za Europą.

## Wyniki w wyborach ogólnopolskich
| Wybory | Komitet wyborczy                | Komitet wyborczy                          | Organ                            | Okręg            | Wynik        |
| ------ | ------------------------------- | ----------------------------------------- | -------------------------------- | ---------------- | ------------ |
| 2019   |                                 | Konfederacja KORWiN Braun Liroy Narodowcy | Parlament Europejski IX kadencji | nr 7             | 2303 (0,19%) |
| 2019   |                                 | Konfederacja Wolność i Niepodległość      | Sejm IX kadencji                 | nr 37            | 8045 (2,28%) |
| 2023   | Sejm X kadencji                 | Konfederacja Wolność i Niepodległość      | 15 504 (3,70%)                   | nr 37            |              |
| 2024   | Parlament Europejski X kadencji | Konfederacja Wolność i Niepodległość      | nr 7                             | 111 420 (10,84%) |              |